# Phanerotoma graciloides
Phanerotoma graciloides är en stekelart som beskrevs av Van Achterberg 1990. Phanerotoma graciloides ingår i släktet Phanerotoma och familjen bracksteklar. Inga underarter finns listade i Catalogue of Life.